# Esbjerg Cykelbane
Esbjerg Cykelbane var en udendørs cykelbane på Gl. Vardevej i Esbjerg som indviedes i 1949, til totalitatorbygning anvendtes gamle ”tyskerbarakker”. I 1959 blev inderkredsen på cykelbanen omdannet til et kunstfrosset udendørs isstadion, det første af sin art i Danmark. I 1960 nedlagdes cykelbanen, dog anvendes inderkredsen fortsat som isstadion i vintermånederne og i sommermånederne til tivoli, cirkus, rockfestivaler og lignende. På pladsen indviedede Esbjerg Idrætspark den 28. oktober 2005 en 3. generations kunstgræsbane med lys.
55°29′8.99″N 8°26′18.39″Ø / 55.4858306°N 8.4384417°Ø
|  | Denne artikel om lokaliteten Esbjerg Cykelbane kan blive bedre, hvis der indsættes et (bedre) billede. Du kan hjælpe ved at afsøge Wikimedia Commons for et passende billede eller lægge et op på Wikimedia Commons med en af de tilladte licenser og indsætte det i artiklen. |